# 大塚文雄
大塚 文雄（おおつか ふみお、1940年7月20日 - ）は、日本の民謡歌手。愛称は民謡界のフーミン。

## 略歴・人物
山形県西村山郡三泉村（現・河北町）出身。2歳年少で1999年に『孫』で一世を風靡した大泉逸郎とは、生家が近く、子供の時から「民謡少年」としてよく知られていた。
1959年、山形県立谷地高等学校卒業後に上京し、当時民謡歌手の代名詞的存在だった初代鈴木正夫に入門。1966年、キングレコード専属歌手となり、山梨県民謡『甲州盆唄（通称・市川文殊）』、『正調粘土節』でデビューした。
1977年に発売した『祝賀の舞』は120万枚を売り上げる大ヒット曲となった。ピーク時には毎月5000枚～7000枚が売れ、2002年時点でも毎年3000枚前後を出荷しているという。
1980年代のいわゆる「民謡ブーム」にも孤高を守り、民謡専門の番組以外はほとんど出演しなかった。現在も各地でリサイタルを開き、また、民謡道場を主宰して、後進の指導に励んでいる。
歌唱は、非常にキーが高く、高音域ではファルセット（裏声、仮声）を使い、歌詞を大切にした歯切れのよい歌いぶりで知られている。
また三橋美智也を尊敬しており、NHK総合の『ふたりのビッグショー』で細川たかしと共演（1994年4月4日放送）した際にも三橋の代表曲である『武田節』や『星屑の町』を歌っている。ちなみに共演した細川は三橋の弟子にあたる。
テレビ出演時に特に人気なのは『会津磐梯山』である。

## 作品

### アニメソング
- 「ドンデラ音頭 調子出てますか/荒野の一番星」（1980年、キングレコード）東京12チャンネル『ずっこけナイトドンデラマンチャ』OP・ED主題歌